# Snowidza
Snowidza est une localité polonaise de la gmina de Mściwojów, située dans le powiat de Jawor en voïvodie de Basse-Silésie.

## Histoire
De 1742 à 1945, Hertwigswaldau fait partie de l'arrondissement de Jauer dans le district de Liegnitz au sein de la province de Silésie.

## Personnalités liées à la ville
- Ernst Kuntze (1850-1932), général.